# Mount Crummer
Mount Crummer ist ein 895 m hohes Bergmassiv aus braunem Granit im ostantarktischen Viktorialand. In den Prince Albert Mountains ragt es an der Südflanke des Backstairs-Passage-Gletscher auf. 
Entdeckt wurde der Berg durch Teilnehmer der Nimrod-Expedition (1907–1909) unter dem britischen Polarforscher Ernest Shackleton. Der weitere Benennungshintergrund ist nicht überliefert; vermutlicher Namensgeber ist Henry Samuel Walker Crummer (1839–1921), ein australischer Landvermesser.